# Fiodor Pavlovitch Chtcherbatov
Le Prince Fiodor Pavlovitch Chtcherbatov, en russe Князь Фёдор Павлович Щербатов, né en 1749 et décédé en 1810, est un lieutenant-général de l'Empire russe, gouverneur de la province de Vyborg.

## Famille
Fils aîné du prince Pavel Nikolaïevitch Chtcherbatov (1722-1781) et de son épouse, la princesse Maria Fiodorovna Golitsyna.
En 1786, le prince Fiodor Pavlovitch Chtcherbatov épousa Maria Kristoforovna Essen.
Veuf, il épousa la princesse Praskovia Mikhaïlovna Chtcherbatova (fille du prince Mikhaïl Mikhaïlovitch Chtcherbatov (1737-1790).
Trois filles naquirent de cette union.

## Biographie
Né en 1749, le prince était issu d'une famille princière de la dynastie des Riourikides. Il grandit dans le domaine familial, il finit ses études à l'Université de Moscou.
En 1759, le prince fut inscrit au Régiment Izmaïlovski. Dans les rangs de ce régiment de la Garde, Fiodor Pavlovitch fut engagé dans le conflit opposant la Russie à la Turquie. Puis il s'enrôla comme bénévole dans l'armée placée sous le commandement du prince et feld-maréchal Alexandre Mikhaïlovitch Golitzine (1718-1783), dans les rangs de cette armée, il fut engagé le 2 juillet 1769 dans la bataille de Dolniak, puis, il participa à la prise des forteresses de Khotin et de Iași en Moldavie.

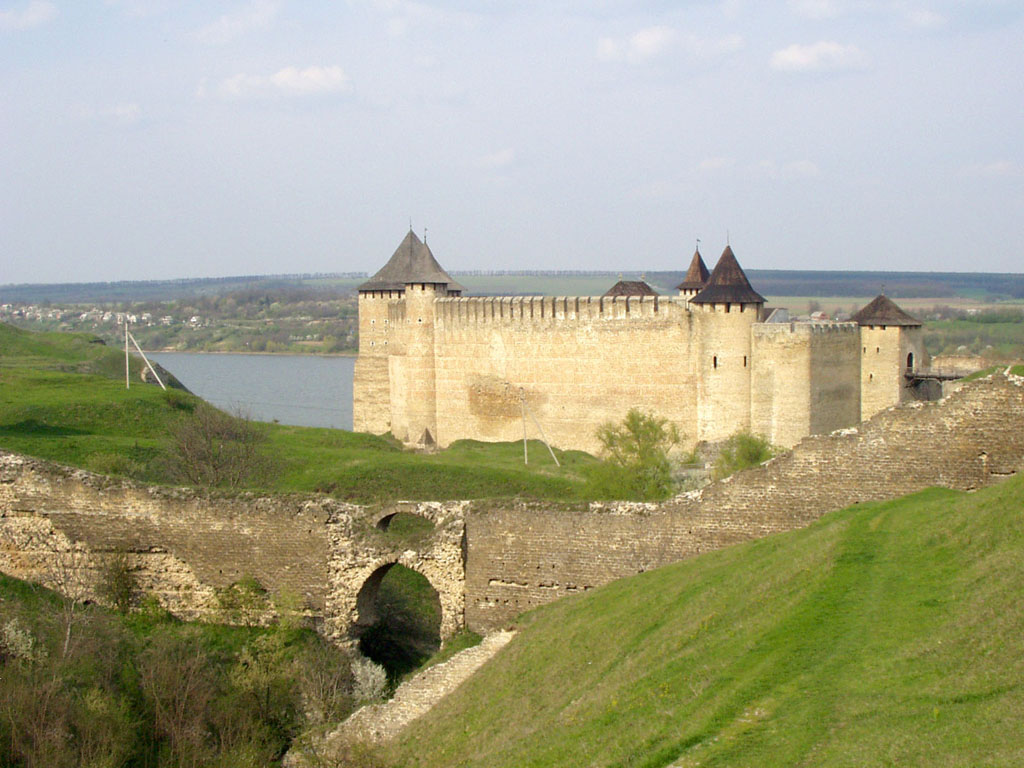
Forteresse de Khotin

En 1770, après avoir promu le prince Chtcherbatov au grade de capitaine-lieutenant, le comte Piotr Alexandrovitch Roumiantsev lui confia la tâche de transmettre les messages à la Cour impériale de Russie. En 1778, promu colonel, il reçut le commandement d'un régiment d'infanterie. En 1785, en considération de ses nombreuses années de service dans l'armée, il fut élevé au grade de brigadier-général. En 1787, il obtint le grade de major-général. Le 26 novembre 1790, il fut décoré de l'Ordre de Saint-Georges (4e classe).
Entre 1791 et 1793, le prince Chtcherbatov placé sous les ordres du prince Alexandre Vassilievitch Souvorov fut chargé du renforcement et de l'armement des forteresses en Finlande. En récompense pour ses compétences exercées au cours de cette mission, il reçut l'Ordre de Saint-Vladimir (2e classe). En 1793, il occupa le poste de gouverneur de la province de Vyborg.
En 1794, après avoir effectué de nombreuses années au service de l'Armée impériale de Russie, il fut promu lieutenant-général. En 1796, il eut le grand honneur de recevoir dans la ville de Vyborg, le roi de Suède, Gustave IV Adolphe, ce dernier voyagea incognito en Russie sous le nom de comte Gagi. Le monarque suédois offrit au prince une tabatière en or sertie de diamants.

### Décès
Le prince Fiodor Pavlovitch Chtcherbatov décéda en 1810.

## Sources
- Dictionnaire biographique russe rédigé sous la direction d'Alexandre Alexandrovitch Polotsev (1896-1918).
- Stepanov V.S., Grigorovitch P. Dans la mémoire du centenaire de l'Ordre impérial militaire du Grand-saint martyr et Victorieux George. (1769-1869). Saint-Pétersbourg., 1869